# Huset Lippe
Huset Lippe (tysk: Haus Lippe) er et tysk fyrstehus med oprindelse i det centrale Tyskland. Medlemmer af Huset Lippe har regeret i flere mindre tyske stater, senest Fyrstendømmet Lippe og Fyrstendømmet Schaumburg-Lippe frem til Novemberrevolutionen i 1918 samt i Kongeriget Nederlandene fra 1980 til 2013.